# Primera Nació Birdtail Sioux
La Primera Nació Birdtail Sioux és una Primera Nació Dakota situada aproximadament 50 km al nord de Virden (Manitoba). La primera nació té una població d'aproximadament 643 persones en aproximadament 28,85 km² (7.128 acres). Està envoltada pel Municipi Rural de Miniota i el Municipi Rural d'Archie. La Primera Nació té una escola que va de llar d'infants fins als 12 anys (Chan Kagha Otina Dakota Wayawa Tipi School –Frontier school Division), un centre d'ensenyament d'adults (Birdtail Sioux Adult Learning Centre – Frontier School Division), un destacament de policia (Dakota Sioux Tribal Police) i un centre de salut.

## Aliances controvertides
Sota el lideratge del cap Ken Chalmers, l'associació dels Birdtail Sioux amb el Govern Federal del Canadà i empreses associades ha creat certa controvèrsia. Els Birdtail Sioux entrar en conveni amb empreses com Enbridge i Canadian National Railway per ajudar a construir projectes a la reserva, com la construcció d'un nou centre de salut, un centre comercial, i un projecte de renovació de 62 habitatges. Algunes de les altres Primeres Nacions Dakota els preocupa que els intents dels Birdtail Sioux de "guanys a curt termini" perjudicaran reclamacions Dakota que es remunten a 1870.
La demanda original de la terra canadenca al·lega que els Dakota són refugiats dels Estats Units i com a tals en els seus drets aborígens, compensació de la terra, finançament i reconeixement com a pobles aborígens canadencs sota la Carta de Drets i Llibertats. El govern canadenc al·lega que els dakota viuen a Manitoba per la bona voluntat de la corona. Els dakota tenen la intenció d'utilitzar mapes i documents anteriors a la confederació del Canadà per negociar un tractat modern. La resta dels dakota estan desafiant aquesta posició però els Birdtail no ho fan.
El Cap Chalmers va justificar les seves decisions dient: "L'única manera que puc fer coses com les renovacions ... només puc aconseguir-les mitjançant l'associació, no lluitant." El cap Frank Brown de la Primera Nació Canupawakpa Dakota li replicà que "Divideix i venceràs és un joc que Afers Indis juga tot el temps ... Quan vostè desafia Canadà en els tribunals o quan vostè desafia els seus drets, prenen un dels nostres pobles i li donen diners per convèncer-lo del contrari. La creació d'ocupació és una cosa bona, però no és la fixació de res, és només una petita tireta, mentre que nosaltres estem treballant pel futur del nostre poble."
A finals de març de 2013, el poble Birdtail Sioux van decidir trencar amb el Cap Chalmers. Va ser derrotat per l'ex cap Kelly Bunn.